# 岐阜県立揖斐特別支援学校
岐阜県立揖斐特別支援学校（ぎふけんりつ いびとくべつしえんがっこう）は、岐阜県揖斐郡揖斐川町にある公立特別支援学校。

2009年（平成21年）4月開校（4月9日開校式）。岐阜県が2006年（平成18年）3月に策定した「子どもかがやきプラン」に基づき整備された学校である。校舎は2007年3月まで使用された旧・谷汲小学校校舎を改修したものである。

## 学校概要
- 創立 2009年
- 学部
  - 小学部
  - 中学部
  - 高等部
- 対象：知的障害児、肢体不自由児、病弱児

## アクセス
- 養老鉄道養老線「揖斐駅」より揖斐川町コミュニティバス横蔵線「揖斐特別支援学校前」バス停下車。徒歩1分。